# ماجد المهندس
ماجد المهندس (۲۵ اکتبر ۱۹۷۱ ) خواننده و آهنگ‌ساز اهل عراق است. .

## زندگی‌نامه
ماجد المهندس العَتّابی در ۲۵ اکتبر ۱۹۷۱ در بغداد زاده شد. او مهندسی را در دانشگاه بغداد خواند که لقب المهندس از این رو برای او شهرت یافت. او در خانواده‌ای ساده‌زیستی مسلمان بزرگ شد. پس از پایان تحصیلات دانشگاهی، او به هنر علاقه پیدا کرد.
او برخلاف مخالفت خانواده خود فعالیت هنری خود را ادامه داد.
ماجد المهندس تصمیم گرفت تا به اردن سفر کند تا حرفه اش را کامل کند. او در رستوران های مرکز شهر کار میکرد و مشتاق به توسعه فعالیت هنری خود بود
ماجد المهندس در طی چند سال موفق به شناساندن خود به مردم در زمینه فعالیت هنری شد.
او در ابتدا با شرکت ترانه سازی الخویل فعالیت خود را شروع کرد و اولین آثار هنری خود را ساخت و این موفقیت باز هم تکرار شد
ماجد المهندس به خاطر شخصیت خجالتی و فروتنی و خوش اخلاقی معروف شد.
در عرض چند سال، مهندس موفق به کسب قلب بسیاری از مردم سراسر جهان عرب و دستیابی به رویای خود را در زمینه هنر شد.
ماجد المهندس با صدای شیرین و لحن خوب خود شناخته شده است، موفقیت وی با افزایش فروش و محبوبیت آهنگهایش در سراسر جهان به دست آمده است.
پس از موفقیت های بزرگی که آهنگ های ماجد المهندس به دست آورد، مخاطبان و طرفدارانش از سراسر جهان عرب او را شاهزاده آواز عربی و صاحب صدای الماسی خواندند.

## آهنگ در آلبوم
- «اذکرونی» (۲۰۰۹)
- «وحشنی موت» (۲۰۰۵)
- «سحرنی حلاها» (۲۰۱۲)
- «تسألنی» (۲۰۱۴)
- «انتظارک صعب»(۲۰۱۶)